# Loïc Korval
Loïc Korval (Nogent-sur-Marne, 15 maggio 1988) è un judoka francese, vincitore della medaglia di bronzo ai mondiali di Tokyo 2010 nel toreo dei −66 kg.

## Biografia
È fratello di Ilana Korval, anche lei judoka di caratura internazionale.

## Palmarès
- Mondiali

Tokyo 2010: bronzo nei −66 kg;
- Giochi europei

Baku 2015: oro nella gara a squadre; argento nei −66 kg;
- Europei

Vienna 2010: argento nella gara squadre;
Montpellier 2014: oro nei −66 kg; bronzo nella gara a squadre;